# Mendlik Teréz
Mendlik Teréz (Pécs, 1828. május 17. – Pécs, 1905. november 24.) felső leányiskolai tanítónő. Mendlik János leánya, Mendlik Alajos, Mendlik Ágoston, Mendlik Ferenc és Mendlik Mihály testvére.

## Élete
Az 1850-es években elemi- és felső magánleányiskolát nyitott Pécsett, mely csakhamar közkedveltségnek örvendett és egyúttal a magyarosítás úttörője volt az akkoriban általánosan használt német nyelv ellenében.
Kézirati munkái: Stadt- und Landmädchen, szinmű (1845-ben február 27. a pécsi városi német szinházban előadták); A névünnep, szinmű (1885. márcz. 21. Budapesten egy műkedvelő előadáson adták).